# Undan lagens arm
Undan lagens arm (engelska: Nomads of the North) är en amerikansk drama-stumfilm från 1920. Filmen är regisserad av David Hartford, som även skrivit manus.
Filmen är baserad på James Oliver Curwoods roman med samma namn.

## Rollista
- Lon Chaney – Raoul Challoner
- Lewis Stone – Cpl. O'Connor
- Melbourne MacDowell – Duncan McDougall
- Spottiswoode Aitken – Old Roland
- Betty Blythe – Nanette Roland
- Francis McDonald – Buck McDougall
- Gordon Mullen – Black Marat (ej krediterad)
- Charles Smiley – Father Beauvais (ej krediterad)